# 青の光景
『青の光景』（あおのこうけい）は、秦基博の5枚目のアルバム。

## 解説
- 初回盤は、デジパックに三方背仕様で、ブックレットとDVD付。
- 15thシングル「言ノ葉」は収録されてない。
- 2018年のユニバーサルミュージック移籍時に「青の光景」までのアルバムとともに再発された

## 収録曲
| 全作詞・作曲・編曲: 秦基博。 |                              |        |            |      |
| #                            | タイトル                     | 作詞   | 作曲・編曲 | 時間 |
| 1.                           | 「嘘」                       | 秦基博 | 秦基博     | 3:58 |
| 2.                           | 「デイドリーマー」           | 秦基博 | 秦基博     | 4:32 |
| 3.                           | 「ひまわりの約束」           | 秦基博 | 秦基博     | 5:10 |
| 4.                           | 「ROUTES」                   | 秦基博 | 秦基博     | 4:14 |
| 5.                           | 「美しい穢れ」               | 秦基博 | 秦基博     | 4:01 |
| 6.                           | 「Q & A」                    | 秦基博 | 秦基博     | 3:57 |
| 7.                           | 「ディープブルー」           | 秦基博 | 秦基博     | 5:32 |
| 8.                           | 「ダイアローグ・モノローグ」 | 秦基博 | 秦基博     | 4:49 |
| 9.                           | 「あそぶおとな」             | 秦基博 | 秦基博     | 3:54 |
| 10.                          | 「Fast Life」                | 秦基博 | 秦基博     | 4:03 |
| 11.                          | 「聖なる夜の贈り物」         | 秦基博 | 秦基博     | 5:23 |
| 12.                          | 「水彩の月」                 | 秦基博 | 秦基博     | 5:23 |
| 13.                          | 「Sally」                    | 秦基博 | 秦基博     | 4:16 |
| 合計時間:                    | 合計時間:                    | 59:12  |            |      |

| #  | タイトル                                                     | 作詞 | 作曲・編曲 |
| -- | ------------------------------------------------------------ | ---- | ---------- |
| 1. | 「Behind of “青の光景"～interview, recording & live～」      |      |            |
| 2. | 「Q & A (世界遺産劇場 -縄文あおもり三内丸山遺跡-)」          |      |            |
| 3. | 「ひまわりの約束 (世界遺産劇場 -縄文あおもり三内丸山遺跡-)」 |      |            |
| 4. | 「言ノ葉 -Makoto Shinkai / Director's Cut-」                 |      |            |

### 曲解説
1. 嘘
2. デイドリーマー
  - 大東建託「みんなの想い篇」CMソング
3. ひまわりの約束
  - 17thシングル
4. ROUTES（4:14）
  - NHK Eテレ『人生デザイン U-29』テーマ曲
5. 美しい穢れ
6. Q & A
  - 19thシングル
7. ディープブルー
8. ダイアローグ・モノローグ
  - 16thシングル
9. あそぶおとな
10. Fast Life
11. 聖なる夜の贈り物
  - ハウス『北海道シチュー』CMソング
12. 水彩の月
  - 18thシングル
13. Sally
  - GLOBAL WORK CMソング

## スタッフ
- ディレクター：宮坂知恵

- レーベルディレクター：玉城健太

- レコーディング・ミキシングエンジニア：青柳延幸、平沼浩司、諸鍛治辰也、高山徹

## 演奏
- 秦基博：
  - Vocal
  - Acoustic Guitar (#2-6.8-13)
  - Electric Guitar (#7.8)
  - Chorus (#1.2.3.4.6)
  - Other Instruments (#1.2.7.8.9)
- 玉田豊夢：
  - Drums (#1.6)
  - Shaker (#6)
- 田中義人：Electric Guitar (#1.11)
- 皆川真人：
  - Wurlitzer (#1.8)
  - Synth Bass (#1)
  - Synthesizer (#1.2.7.8.9)
  - Piano (#2.3.7.9.11.12.13)
  - Organ (#3.6.8.10.11.13)
  - Rhodes (#10)
  - Other Instruments (#3.11)
- 堀沢真己：Cello (#1)
- 鈴木正人：
  - Bass (#2.4.6.7.12.13)
  - Piano (#4)
  - Strings Arrangement (#13)
- 名越由貴夫：Electric Guitar (#2.7)
- 河村“カースケ”智康：
  - Drums, Tambourine (#3.11)
  - Shaker (#11)
- 美久月千晴：Bass (#3.8)
- 八橋義幸：Electric Guitar (#3)
- 金原千恵子ストリングス：Strings (#3)
- 伊藤大地：Drums (#4)
- 西川進：Electric Guitar (#6)
- 朝倉真司：
  - Drums (#7)
  - Percussions (#10)
- Manaboo：Synthesizer Programming (#8)
- 河村吉宏：Drums (#9)
- 須藤優 (ARDBECK)：Bass (#9)
- 松江潤：Electric Guitar (#9)
- あそぶおとなたち：Chorus (#9)
- 鹿島達也：Bass (#10)
- 山口寛雄：Bass (#11)
- 岡村美央ストリングス：Strings (#11.13)
- あらきゆうこ：
  - Drums (#12.13)
  - Tambourine (#12)
- 伊勢三木子ストリングス：Strings (#12)